# Sočutna uporaba zdravil
Sočutna uporaba zdravila pomeni uporabo zdravila, ki še nima dovoljenja za promet, pod določenimi pogoji. V Evropski uniji so lahko sicer na tržišču le zdravila s pridobljenim dovoljenjem za promet, vendar je v določenih primerih pomembno za bolnika, da mu je zdravilo dostopno pred pridobitvijo le-tega. Program sočutne uporabe je namenjen bolnikom z življenjsko ogrožajočim obolenjem, ki nimajo na voljo ustreznega zdravljenja, in jim omogoča dostop do zdravil, ki so še v razvojni fazi in še niso pridobili dovoljenje za promet z zdravilom ali statusa zdravila sirote.
Programi sočutne uporabe zdravil posameznih držav članic, s katerim se omogoči dostop zdravila poimenskemu bolniku ali skupini bolnikov, so predmet njihove zakonodaje. V Republiki Sloveniji je možno pri Javni agenciji za zdravila in medicinske pripomočke pridobiti dovoljenje za vnos zdravila v skladu s sočutno uporabo, kadar je zdravilo že v postopku pridobitve dovoljenja za promet z zdravilom po centraliziranem postopku, na predlog lečečega zdravnika.